# Курлин (посёлок)
Курлин — посёлок в Первомайском районе Оренбургской области в составе Малозайкинского сельсовета.

## География
Располагается на расстоянии примерно 44 километра по прямой на запад-юго-запад от районного центра поселка Первомайский.

## История
Казачий офицер из Уральска Иван Курлин в XIX веке завёл свой хутор и назвал его по своей фамилии. Внук Ивана Курилина Александр Георгиевич, родившийся в 1870 году. являлся одним из основателей Самарской хлебной биржи. Дом Курлиных стал одним из культурных центров в дореволюционной Самаре. Здесь устраивались литературные и музыкальные вечера, на которых выступали многие видные деятели отечественной культуры, в том числе и Ф. И. Шаляпин.

## Население
Постоянное население составляло 470 человек в 2002 году (русские 38 %, казахи 54 %), 365 в 2010 году.